# Синие горы
Си́ние го́ры — лесистый горный массив на Среднем Урале, в Горнозаводском округе Свердловской области. Находится к западу от города Нижнего Тагила. Вблизи хребта расположены посёлки Баранчинский, Синегорский, Серебрянка и Верхняя Ослянка.

## Географическое положение
Хребет Синие горы расположен на территории муниципальных образований «Кушвинский городской округ», «Горноуральский городской округ» и «Нижний Тагил», проходит с севера на юг от долины реки Кокуй на север до Селивановского болота в долине реки Межевой Утки на юг параллельно Уральскому хребту, в 5-6 километрах к западу от него. Длина хребта составляет 28 километров, а высота доходит до 500—600 метров. Высшая вершина хребта является гора Синяя с высотой 600,1 метра в центральной части. Другие вершины: гора Седло высотой в 482,5 метра в 11 километрах к северо-северо-западу, гора Болтун высотой в 544,3 метра в 7 километрах на север, гора Клыктан высотой в 576,2 метра, в 2 километрах к югу, гора Пожарище высотой в 506,1 метра в 13 километрах на юго-юго-востоку. Хребет покрыт преимущественно лесом, а на вершинах встречаются каменные россыпи, скальные выходы высотой до 30 метров. В южной части, на перевале Синяя Гора (высота 507,0 метра), проходит автотрасса Нижний Тагил — Серебрянка. В окрестностях находится посёлок Синегорский, в трёх километрах к востоку от перевала.

## Описание
Высочайшие вершины: одноимённые горы Синяя (возле посёлка Баранчинского) и Синяя (возле посёлка Синегорского).
Синяя гора высотой в 552 метра возле посёлка Баранчинского — это геоморфологический, геологический, археологический и ботанический памятник природы Свердловской области. Здесь встречаются редкие растения, занесенные в Красную книгу Среднего Урала, а на вершине находится ретрансляционная телевышка.
Синяя гора высотой 600,1 метра возле посёлка Синегорского — гора с живописными скальными останцами, вблизи которой проходит граница между Европой и Азией. У перевала Синяя гора (на старом Серебрянском тракте, которым продолжается главная улица Синегорского) — скалы Столб и Каменные ворота, а несколько южнее — скалы Кораблик.

## История
Название Синяя гора могло возникнуть из-за того, что гора имеет синеватый местами оттенок местных кварцитов или издалека кажется синей.